# Střítež (Moravia-Slesia)
Střítež (in polacco Trzycież, in tedesco Trzitiesch) è un comune della Repubblica Ceca facente parte del distretto di Frýdek-Místek, nella regione della Moravia-Slesia.